# Londinium
Londinium var det romerske navn for London fra omkring år 47 til romernes tilbagetrækning fra de britiske øer i det 5. århundrede.

## Grundlæggelsen
Londinium blev grundlagt som by efter at romerne havde invaderet Britannien i år 43. Arkæologer mener, at grundlæggelsen fandt sted omkring år 50, men året 47 bruges ofte, fordi et afløb af træ blev fundet under en arkæologisk udgravning ved 1 Poultry er blevet dateret til det år.
Før romernes ankomst var området højst sandsynlig en åben landsby. Man har traditionelt ment at Londinium blev grundlagt som et fort for at forsvare et krydsningssted i Themsen, og at den senere udviklede sig til en by. Men nyere arkæologiske undersøgelser foretaget af Department of Urban Archaeology of the Museum of London (senere kaldt MOLAS) siden 1970'erne har ikke afdækket nogen spor efter en større militær tilstedeværelse, og den almindeligste opfatning blandt arkæologer er nu at byen blev grundlagt som en offentlig bosætning. Placeringen ved krydsningsstedet var perfekt for dem, som ønskede at drive handel med store dele af området.
Navnet Londinium antages at have et preromersk, og antagelig også prekeltisk, ophav, men der er ingen konsensus om hvad den oprindelige betydning var. Richard Coates har hævdet at navnet er fra et prekeltisk europæisk sprog, og er sammensat af de to rødder plew og nejd, som betyder omtrent "den rendende flod" eller "den brede rendende flod". Han mener også at Themsen blev kaldt Plowonida i den nedre del hvor den var for bred til at krydse. Mange andre forslag er også kommet.
Indskrifter og graffiti viser at latin var det officielle sprog. Det antages at mange talte brytonisk, mens Stephen Oppenheimer har kommet med en kontroversiel påstand om at mange i området allerede talte en tidlig form for engelsk.

## Udvikling

### 1. århundrede
Byen dækkede først et lille område af det nuværende City of London. Roach Smith anslog i det 19. århundrede at den strakte sig omtrent fra Tower of London til Ludgate, omtrent halvanden kilometer, og fra bymuren til Themsen, noget i underkanten af en kilometer.
Arkæologer har fundet artefakter som var importeret fra mange steder i Romerriget, hvilket antyder at Londinium hurtigt blev et handelscenter.
Omkring år 60 blev byen angrebet af icenerne, ledet af dronning Boudicca. Byen blev brændt ned. Den rødlige aske danner et distinkt lag under City, og man har i dette fundet spor efter et militært område som kan have været det romerske hovedkvarter under oprøret.
Tacitus fortæller at romerne svarede tilbage på oprøret ved at slagte så mange som 80.000 briter ned. Ifølge gamle legender skete dette ved King's Cross, tidligere kendt som Battle Bridge. Boadicea skal have begået selvmord ved at tage gift, og legenden fortæller også at hun blev begravet hvor platformene på King's Cross Station nu ligger.
Byen blev hurtigt bygget op igen som en planlagt romersk by, og efter omkring ti år havde den kommet sig igen efter katastrofen. Londinium ekspanderede hurtigt i den sidste del af århundredet, og blev hurtigt den største by i Romersk Britannien. Inden slutningen af århundredet havde den taget over for Colchester som provinshovedby.

### 2. og 3. århundrede
Londinium var på højden i 2. og 3. århundrede. Kejser Hadrian besøgte byen i 122. Flere store offentlige bygninger blev rejst i den tid, antagelig som følge af hans besøg. Det ser ud til at en betydelig del af byen blev ødelagt af brand lige efter, eftersom der er fundet store mængder brændt materiale fra perioden. Klassiske forfattere nævner ikke nogen sådan brand, og man er derfor ikke kendt med hvad som skete.
Også efter denne brand blev byen genopbygget, og inden 140 havde den sit højeste befolkningstal i perioden, mellem 45 og 60.000. Londinium fik den største basilika nord for Alperne, et guvernørpalads, templer, badehus og et stort fort.
Udgravninger i 1980'erne blotlagde et stort romersk portkompleks nær det nuværende London Bridge og på den anden siden af floden i Southwark. Dette bekræfter at byen var et handelscentrum.
I anden halvdel af det 2. århundrede ser det ud til at der var en nedgang i størrelse og befolkningstal. Det er ikke kendt hvad årsagen er, men der var pestepidemier i kontinentet i 165 og 190, og dette kan være årsagen. En anden forklaring kan være at Hadrians beslutning om at ikke yderligere udvide imperiet førte til økonomisk nedgang.

#### Bymuren
Bymuren London Wall blev rejst mellem 190 og 225 som en forsvarsmur på landsiden af byen. Ved siden af Hadrians mur og vejnetværket var den et af de største byggeprojekter i provinsen. Den var omkring tre kilometer lang, seks meter høj og 2,5 meter tyk.
Selv om den udløsende årsag til at muren blev rejst er ikke kendt, den kan være knyttet til skotternes invasion af det nordlige Britannien i 180'erne. Alternativt kan den være knyttet til den politiske krise i 190'erne da Septimius Severus, som var guvernør i Britannien, og Clodius Albinus begge fremmede sig selv om efterfølgere til kejseren. Muren blev da i så fald påbegyndt af Albinus, som måtte beskytte sin hovedstad. Severus gik sejrende ud af striden i 197.
Sikkerheden bymuren gav stimulerede til økonomisk vækst, og det samme gjorde Severus' erobringer i begyndelsen af det 3. århundrede. Arkæologiske fund viser at det var ny konstruktionsvirksomhed i perioden.
Omkring år 200 gennemførte Severus en betydelig reform i provinsen. Han delte den i Britannia Superior og Britannia Inferior. Londinium blev hovedstad i øvre Brittanien og Eboracum (York) i nedre.
Muren blev stående i 1600 år, og definerede Londons grænser i flere århundrer. City of Londons grænser følger stort set muren.
I anden halvdel af det 3. århundrede blev byen raidet flere gange fra flodsiden af saksiske sørøvere. Dette førte til at man fra omkring 255 begyndte konstruktionen af en mur mod Themsen.

#### Carausiusoprøret
I 286 gjorde usurpatoren Carausius oprør mod Rom og erklærede sig som kejser af Britannien. Han styrede i syv år, indtil han blev myrdet af sin skattemester Allectus som tog over.
I 296 invaderede Constantius Chlorus Britannien for at tage provinsen tilbage. Allectus havde gået ind med frankiske soldater, som begyndte at plyndre Londinium. De blev stoppet da en romersk flådestyrke sejlede opad Themsen. Ifølge forfatteren Emenius forsøgte lejesoldaterne at flygte, men de romerske soldater dræbte dem.

### 4. århundrede
Begyndelsen af det 4. århundrede ser ud til at have været en fremgangsrig tid for Britannien. Villaerne omkring Londinium blomstrede, og byen fik sin første biskop inden 314.
Inden midten af århundredet havde situationen ændret sig. Barbarinvasioner blev hyppigere, og fra 340 angreb piktere og skotter. I 360 sendte Julian den Frafaldne en stor styrke for at sikre regionen. I London styrkede man forsvarsværkerne, blandt andet ved at bygge mindst tyve bastioner i bymuren.
I 367 kom den store konspiration, en stor piktisk, skotsk og saksisk invasion. Grev Theodosius blev sendt for at genoprette kontrol, og valgte Londinium som sin base.
Omkring 368 blev byen omdøbt til Augusta. Noget senere blev Britannien delt igen, og byen blev hovedstad for Maxima Caesariensis.
Problemerne i imperiet fortsatte, og i 382 gjorde tropper i Britannien oprør og valgte deres egen kejser, Magnus Maximus. Han samlede alle de styrker han kunne i Britannien og krydsede kanalen. Det lykkedes usurpatoren i at tage kontrol over den vestlige del af imperiet før han blev slået af Theodosius 1. i 388. På grund af dette var det svært at få romerske soldater tilbage i Britannien.
Inden slutningen af århundredet var mange byer i Britannien inde i en nedgangsperiode. Mange af Londiniums offentlige bygninger var begyndt at forfalde.

## Nedgangstid og forfald
Tidligt i det 5. århundrede fortsatte forfaldet i Romerriget. Mellem 407 og 409 blev Gallien og Hispania invaderet af store barbarstyrker, noget som svækkede kommunikationen mellem Rom og Britannien. De britiske soldater valgte deres egne ledere. Den sidste af dem, Konstantin 3., erklærede sig som kejser af det vestlige rige, og tog en styrke med sig over kanalen. Dermed blev tropperne i Britannien endnu en gang svækket. I 410 valgte de lokale myndigheder at vende sig fra Konstantin 3., og henvendte sig i stedet til Honorius. Hans svar var at Britannien måtte se til sit eget forsvar; dette betydede at Britannien de facto ikke længere var en romersk provins. I perioden som fulgte blev Britannien i stadig stærkere grad angrebet af germanere – anglere, saksere, jyder og frisere.
Der findes lidt arkæologisk bevis fra Londinium i denne periode. Men man ved at handelen brød sammen, noget som førte til et dramatisk forfald i byen.
Ifølge tidlige historikere som Beda den ærværdige og Gildas blev anglere og saksere i 449 inviteret af Vortigern som lejesoldater for at beskytte Britannien mod piktere og skotter. Beda skrev i det 8. århundrede at østjyderne slog sig ned i Kent, og i 457 slog de under de to vikingekongerHengist og Horsas ledelse briterne i slaget ved Crecganford. Briterne skal have flygtet til Londinium.
Et lille antal rige familier klarede at opretholde en romersk livsstil i byen indtil midten af det 5. århundrede, men inden slutningen af århundredet var London ikke så meget mere end en ubeboet ruin.